# エムアールエム
MRMは、B ZONEグループのマーケティングリサーチ部門として1994年に設立された企業である。社名は、"MAGAZINE RECORDING MANAGEMENT"のそれぞれの頭文字から取ったものである。
主な業務内容として不動産管理、フリーペーパーMusic Freak Magazineの発行とCD等の通信販売を行っている。

## Music Freak Magazine
Music Freak Magazine（以下MF）は、1994年11月に創刊されたフリーペーパーである。毎月10日発行（ただし、必ずとは限らない）。
内容はビーイング系アーティストの新譜紹介、インタビュー、アーティスト本人による連載（doa、GARNET CROW、上原あずみ、寺尾広）の他に、洋楽の新譜紹介（ビーイング系のアーティストが紹介文を書く場合もある）となっている。
また、毎号誌内において通信販売(mf store)を行っている。取扱い商品は、ビーイング系のインディーズアーティストのCD、COUNTDOWN BEINGとなっている。インディーズアーティストのCDには、数量限定（先着順）で直筆サインカードが付く事が多い。
近年はMFと連動した企画「music freak magazine サポーターズコンベンション」を行っている。2006年は三枝夕夏、車谷啓介をゲストに迎えてのイベントが東京、大阪で開催された。同年9月9日には、mf storeでCOUNTDOWN BEINGを購入した人が優先的に参加（ただし有料）出来るCOUNTDOWN BEING PARTY（出演者：北原愛子、荒神直規、三枝夕夏 IN db、竹井詩織里）をhills パン工場で開催した。
2009年を以て、Music Freak Magazineを休刊するが、その後、2010年から2015年まで有料会員限定雑誌「music freak Es（ミュージック・フリーク・エス）」を経て、2016年から有料メールマガジン「music freak press（ミュージック・フリーク・プレス）」へと連なっている。

## Undown
1997年にはインディーズ系を取り扱ったフリーペーパーUndownが創刊される。
当初はインディーズ系アーティストがメインであったが、2000年以降はインディーズ系以外にもGOING UNDER GROUNDや堂島孝平といったビーイング以外のメジャーアーティストが紙面に取り上げられる事が多くなった。尚、同フリーペーパーは2003年末を以って休刊となった。